# Swertia pubescens
Swertia pubescens là một loài thực vật có hoa trong họ Long đởm. Loài này được Franch. miêu tả khoa học đầu tiên năm 1899.